# Stereodermini
Tribu
Les Stereodermini sont une tribu de coléoptères de la famille des Brentidae et de la sous-famille des Brentinae.
Wikimedia Commons considère le taxon au rang de sous-tribu sous le nom Stereodermina, parmi les Cyphagogini.

## Liste des genres
Afrodermus - 
Cerobates -  
Hyperephanus -  
Metatrachelizus -  
Pseudanchisteus -  
Stereobates -  
Stereobatinus -  
Stereoderminus -  
Stereodermus